# Grand Besançon Doubs Handball
Ne doit pas être confondu avec Entente sportive bisontine féminin ou Palente Besançon handball.
Maillots
Actualités
Dernière mise à jour : 23 octobre 2023.

Le Grand Besançon Doubs Handball, précédemment nommé Entente sportive Besançon masculine (ESBM), est un club de handball français fondé en 1970 à Besançon (Doubs) en région Bourgogne-Franche-Comté. Il évolue en Proligue (2e division) depuis 2018 et a évolué quatre fois dans l'élite (D1) entre 1974 et 1997. 

## Historique

### Dates clés
- 1970 : fondation de l'Entente sportive bisontine.
- 1992 : séparation des sections féminine et masculine. Le club devient Entente sportive Besançon masculine.
- 1996 : le club est promu en Division 1 mais est relégué au terme de la saison.
- 2015 : le club change de nom et de logo pour devenir le Grand Besançon Doubs Handball. Ce changement est le fruit d'une entente entre plusieurs clubs de Grand Besançon Métropole dans le but de conventionner certaines équipes (Pro D2, N2, -18 et -15). Le nom « ESBM » est conservé pour les équipes jeunes.

### Histoire
« Historique du club », sur Site officiel du club (consulté le 11 juillet 2018)
En 1949, sous l'impulsion de la famille Rameaux est créé le HBC Besançon. Le club évolue plusieurs années en première division nationale, au moins à partir de la saison 1963-64. Isembart, puis les Arènes et enfin le Palais des Sports accueillent tous les meilleurs clubs français.
Au terme de la saison 1968-69, l'équipe du « H », vieillissante, est rétrogradée. Des jeunes talents restent sur la touche et décident alors de quitter leur mentor et de fonder en 1970 un nouveau club : l'Entente sportive de Besançon.
Aussitôt, les filles emboîtent le pas et passent en totalité au nouveau club. On retrouve alors un effectif expérimenté qui a déjà gouté à la première division nationale.
De 1970 à 1975, cinq ascensions consécutives en 5 ans vont ramener le club en première division nationale (N1 de l'époque). Malgré l'absence d'un entraîneur officiel, une nouvelle génération a rejoint le club où toutes les bonnes volontés rassemblées pour un objectif : avancer ! Cette époque servira constamment de point de référence au club.
Ainsi, la fin de la saison 73-74 reste-t-elle dans les mémoires comme l'exemple type des qualités morales développées au sein du club. En match aller en barrage d'accession de Nationale 2 à EASMJC Cannes, l'équipe, méconnaissable, subit un passif de 10 buts qu'il parvient presque à combler (+9) lors du match retour à Besançon grâce à avec un public des grands soirs et une course poursuite étourdissante. Le club est alors opposé à l'ESM Gonfreville l'Orcher lors d'une deuxième phase de barrages où l'ESB obtient son accession pour l'élite nationale avec un but d'avance.
Hélas, les anciens qui ont porté le club au plus haut niveau, vont se retirer progressivement de la scène. Leurs successeurs de parviennent pas à se maintenir en première division et les montées de 1974, 1977 et 1980 (notamment avec un titre de champion de France de deuxième division) sont suivies, d'une rétrogradation en 1975, 1978 et 1981 malgré les efforts immenses et de minces écarts par rapport aux maintenus.
Dans les années 1980, les montées et descentes successives ayant usé les dirigeants et les joueurs, le club ne vise plus la première division mais la stabilité au 2e niveau national, en espérant mieux à un horizon indéterminé.
Au début des années 1990, le club est relégué au 3e échelon national. L'année 1992 est également marquée par la séparation des sections masculines et féminines du club, donnant ainsi naissance à l'Entente sportive Besançon masculine et à l'Entente sportive bisontine féminin. Un nouveau cycle commence et en 1993, l'ESBM retrouve la N1 fédérale puis Division 2, suivant les nouvelles appellations de la Fédération.
En 1996, le club est même champion de France de D2 et accède encore une fois à la D1.
Mais le club n'est pas prêt à relever ce énième défi et le club est contraint de rejoindre la D2 en terminant à la 13e place. Le club va s'y maintenir 6 années avant d'être relégué en Nationale 1 en 2003.
Le club oscille alors entre la N1 et la D2, remportant deux titres de champion de France de Nationale 1 en 2007 et 2010. Dans les années 2010, le club se stabilise dans la deuxième moitié du classement. En 2015, une entente entre différents clubs de Grand Besançon Métropole conduit le club à devenir le Grand Besançon Doubs Handball. Pourtant, les résultats sportifs ne suivent pas et le club termine dernier en 2018 et est relégué en Nationale 1 avant de rebondir et de remonter au second niveau l'année suivante.

## Image et identité

### Blason et logo depuis la fondation du club

Logo actuel
Logo pour les 50 ans du club

## Bilan saison par saison
- Promotion à l'échelon supérieur.
- Relégation à l'échelon inférieur.

### Avant 1992
| Saison    | Niveau | Classement           |
| --------- | ------ | -------------------- |
| 1973/1974 | 2      | ?                    |
| 1974/1975 | 1      | 14e/20               |
| 1975/1976 | 2      | ?                    |
| 1976/1977 | 2      | ?                    |
| 1977/1978 | 1      | 17e/20               |
| 1978/1979 | 2      | ?                    |
| 1979/1980 | 2      | 1er                  |
| 1980/1981 | 1      | 16e/16               |
| 1981/1982 | 2      | ?                    |
| 1982/1983 | 2      | Barrages d'accession |
| ...       |        |                      |

### Depuis 1992
| Saison    | Niveau | Classement | Pts                    | J                      | V                      | N                      | D                      |
| --------- | ------ | ---------- | ---------------------- | ---------------------- | ---------------------- | ---------------------- | ---------------------- |
| 1992/1993 | 3      | ?e/?       | -                      | -                      | -                      | -                      | -                      |
| 1993/1994 | 2      | 27e/28     | 43                     | 26                     | 7                      | 3                      | 16                     |
| 1994/1995 | 2      | 12e/36     | 47                     | 22                     | 11                     | 3                      | 8                      |
| 1995/1996 | 2      | 1er/14     | 65                     | 26                     | 17                     | 5                      | 4                      |
| 1996/1997 | 1      | 13e/14     | 41                     | 26                     | 7                      | 1                      | 18                     |
| 1997/1998 | 2      | 3e/14      | -                      | -                      | -                      | -                      | -                      |
| 1998/1999 | 2      | 3e/14      | 60                     | 26                     | 16                     | 2                      | 8                      |
| 1999/2000 | 2      | 4e/14      | 55                     | 25                     | 13                     | 4                      | 8                      |
| 2000/2001 | 2      | 6e/14      | 51                     | 26                     | 10                     | 5                      | 11                     |
| 2001/2002 | 2      | 6e/14      | 52                     | 26                     | 11                     | 4                      | 11                     |
| 2002/2003 | 2      | 12e/16     | 50                     | 30                     | 10                     | 3                      | 17                     |
| 2003/2004 | 3      | 7e/14      | 52                     | 26                     | 12                     | 2                      | 12                     |
| 2004/2005 | 3      | 3e/14      | 60                     | 26                     | 17                     | 0                      | 9                      |
| 2005/2006 | 3      | 3e/14      | 60                     | 26                     | 17                     | 0                      | 9                      |
| 2006/2007 | 3      | 1er/14     | 69                     | 26                     | 21                     | 1                      | 4                      |
| 2007/2008 | 2      | 12e/16     | 56                     | 30                     | 11                     | 4                      | 15                     |
| 2008/2009 | 2      | 13e/14     | 43                     | 26                     | 6                      | 5                      | 15                     |
| 2009/2010 | 3      | 1er/14     | 69                     | 26                     | 20                     | 3                      | 3                      |
| 2010/2011 | 2      | 12e/14     | 44                     | 26                     | 7                      | 4                      | 15                     |
| 2011/2012 | 2      | 8e/14      | 49                     | 26                     | 11                     | 1                      | 14                     |
| 2012/2013 | 2      | 10e/14     | 47                     | 26                     | 10                     | 1                      | 15                     |
| 2013/2014 | 2      | 11e/13     | 41                     | 24                     | 7                      | 3                      | 14                     |
| 2014/2015 | 2      | 10e/13     | 41                     | 24                     | 8                      | 1                      | 15                     |
| 2015/2016 | 2      | 10e/14     | 51                     | 26                     | 11                     | 3                      | 12                     |
| 2016/2017 | 2      | 11e/14     | 19                     | 26                     | 9                      | 3                      | 14                     |
| 2017/2018 | 2      | 14e/14     | 17                     | 26                     | 7                      | 3                      | 16                     |
| 2018/2019 | 3      | 2e/14      | 33                     | 14                     | 8                      | 3                      | 3                      |
| 2019/2020 | 2      | 14e/14     | non relégué (Covid-19) | non relégué (Covid-19) | non relégué (Covid-19) | non relégué (Covid-19) | non relégué (Covid-19) |
| 2020/2021 | 2      | 12e/14     | 18                     | 26                     | 7                      | 4                      | 15                     |
| 2021/2022 | 2      | ?e/14      | en cours               | en cours               | en cours               | en cours               | en cours               |

Légende : Pts = Points; J = Matchs joués ; V = Matchs gagnés ; D = Matchs perdus ; N = Matchs nuls

## Personnalités liées au club

### Joueurs
Parmi les joueurs ayant évolué au club, on trouve :
- Nathan Bolaers : joueur de 2017 à 2018
- Thomas Bolaers : joueur de 2014 à 2016
- Matthieu Drouhin : joueur de 1999 à 2003
- Robin Molinié : joueur de décembre 2011 à juin 2012
- Cédric Paty : joueur de 2002 à 2003
- Cheikh Seck : de 1995 à 1999
- Douta Seck : de 1995 à 2000

### Entraîneurs
Les entraîneurs du club sont :
- Cheikh Seck : de 1999 à 2003
- Franck Maurice : de 2006 à 2008
- Christophe Viennet : de 2009 à 2017[3]
  -  Florence Sauval : adjointe de 2014 à 2016
- Alain Portes : de 2017 à 2018
- Dragan Zovko : de 2018 à 2021
- Benoît Guillaume : depuis 2021